# Elaine Morgan
Elaine Morgan (Pontypridd, 7 novembre 1920 – Merthyr Tydfil, 12 luglio 2013) è stata una scrittrice, divulgatrice scientifica specializzata in antropologia britannica, massima sostenitrice della teoria delle scimmie acquatiche di Alister Hardy.

## Romanzi gialli
- Licence to murder: A play in two acts (Morte di un vicino)[2], 1963

## Saggi
- The Descent of Woman, Souvenir Press Ltd, 1972
- The Scars of Evolution, Oxford University Press, 1994, 196 p.
- The Descent of the Child: Human Evolution from a New Perspective, Oxford University Press, 1995
- The Aquatic Ape Hypothesis, Souvenir Press Ltd, 2011, 263 p.